# Rubén Peña
Pour les articles homonymes, voir Peña (homonymie).
Rubén Peña Jiménez, né le 18 juillet 1991 à Ávila (Espagne), est un footballeur espagnol qui évolue au poste de milieu de terrain au CA Osasuna.

## Biographie
Avec le club du CD Leganés, il inscrit huit buts en deuxième division espagnole lors de la saison 2015-2016.

## Palmarès
- Villarreal CF
  - Vainqueur de la Ligue Europa en 2021
  - Finaliste de la Supercoupe de l'UEFA en 2021